# Elsa Faucillon
Elsa Faucillon (Amiens, 6 de agosto de 1981) é uma política francesa. Ela é membro da Assembleia Nacional em representação do primeiro círculo eleitoral de Hauts-de-Seine.